# Gijs Bakker
Gijs Bakker né le 20 février 1942 à Amersfoort, est un joaillier et designer industriel néerlandais.

## Biographie

### Études
Il fait ses études à l'académie Gerrit Rietveld à Amsterdam et au Konstfack à Stockholm.

### Vie privée
Le 22 décembre 1966, il se marie à Soest avec la designer Emmy van Leersum qu'il a rencontrer sur les bancs de l'académie Gerrit Rietveld. En 1971, est né leur fils Aldo Bakker.

## Carrière professionnelle
Durant les années 1960, Gijs Bakker et Emmy van Leersum ouvrent un atelier de joaillerie dans une cave dans la commune d'Utrecht. En parallèle de l'entreprise, il donne des cours à l'académie des arts visuels et des arts appliqués d'Arnhem. À la suite du décès de son épouse en 1984, il décide de continuer sa carrière d'enseignant à l'université de technologie de Delft et l'académie royale des beaux-arts de La Haye. Il devient également maître de conférence à la Design Academy Eindhoven, poste qu'il occupera pendant 25 ans.
En 1993, il co-fonde l'entreprise Droog Design avec l'historienne Renny Ramakers. L'entreprise est spécialisée dans la conception et la fabrication de meubles.

## Œuvres

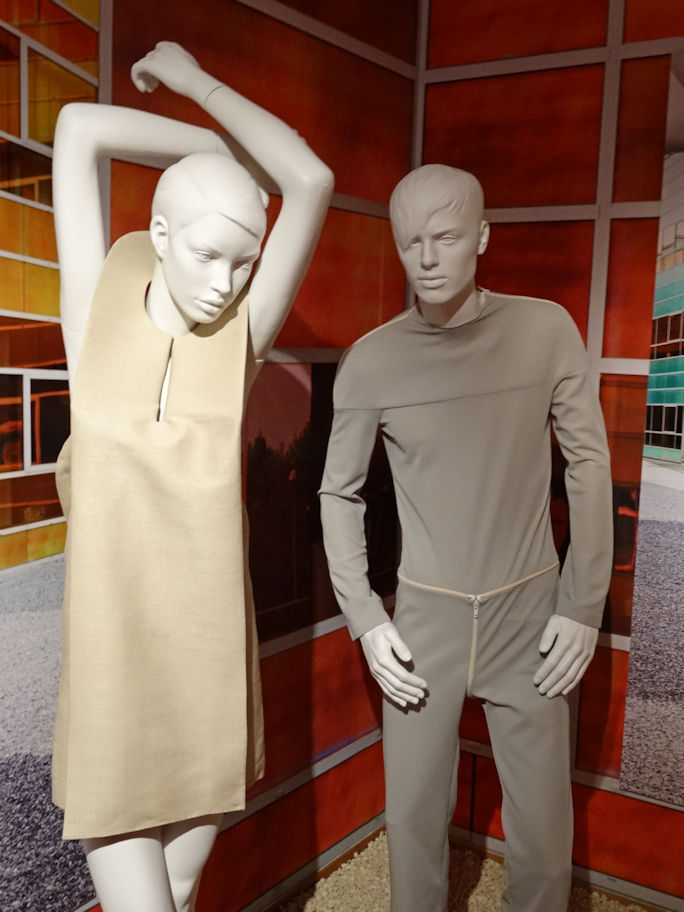
Robe de soirée et combinaison.
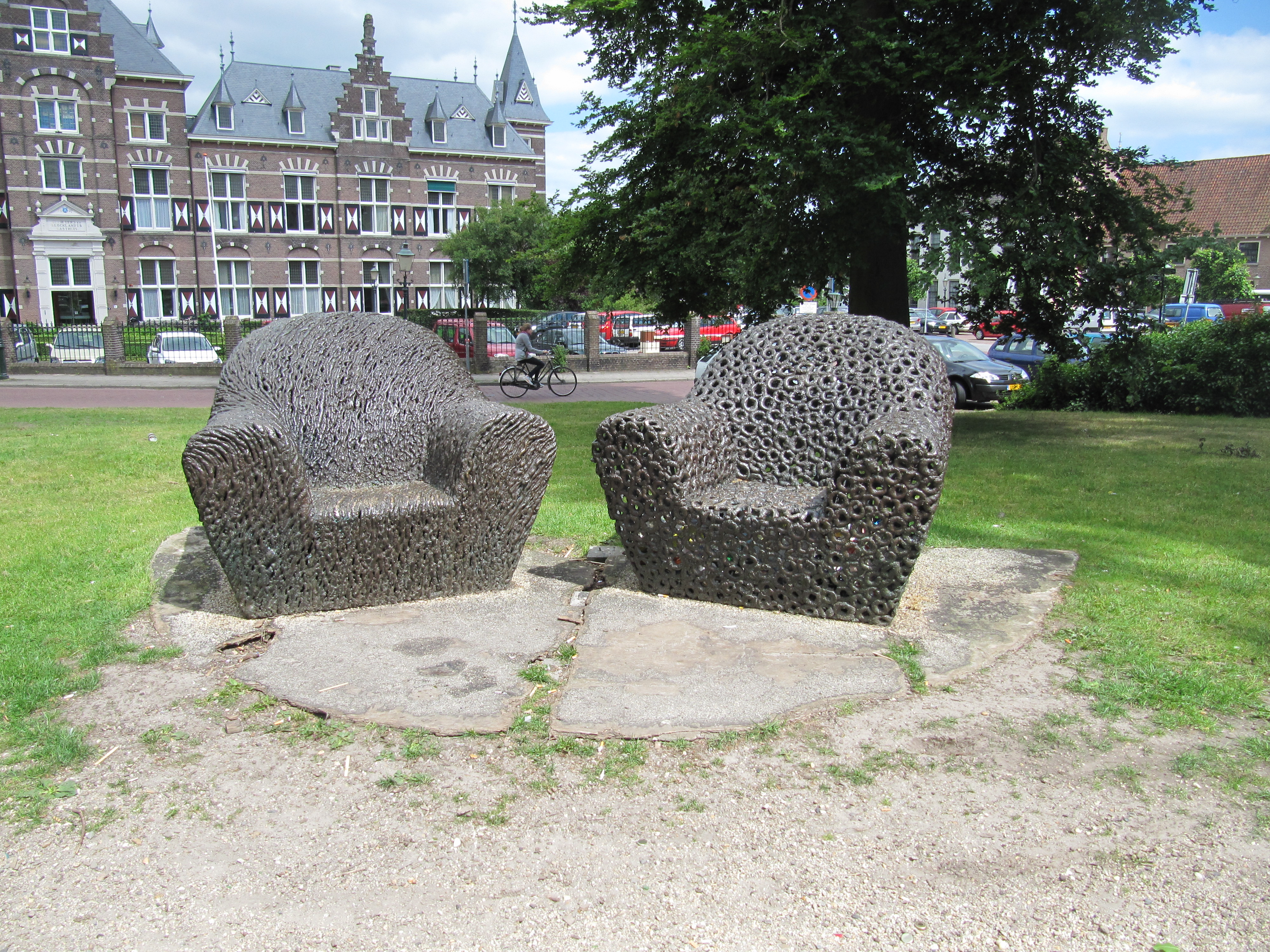
Bancs devant l'hôpital Saint-Pierre et Blocklandt situé à Gand.
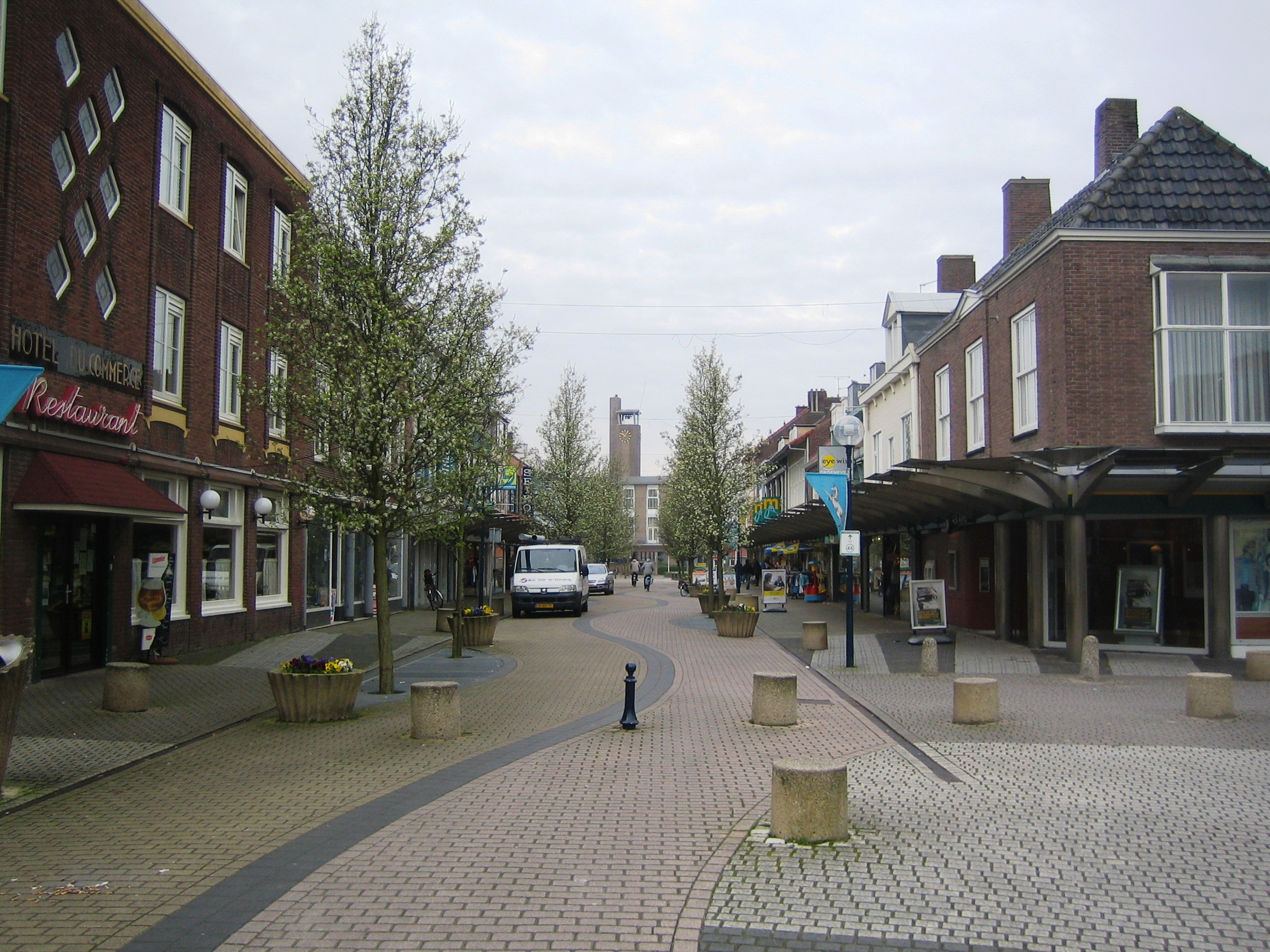
Pavage et mobilier urbain à Oostburg.

### Mémorial de la place Jakoba Mulder

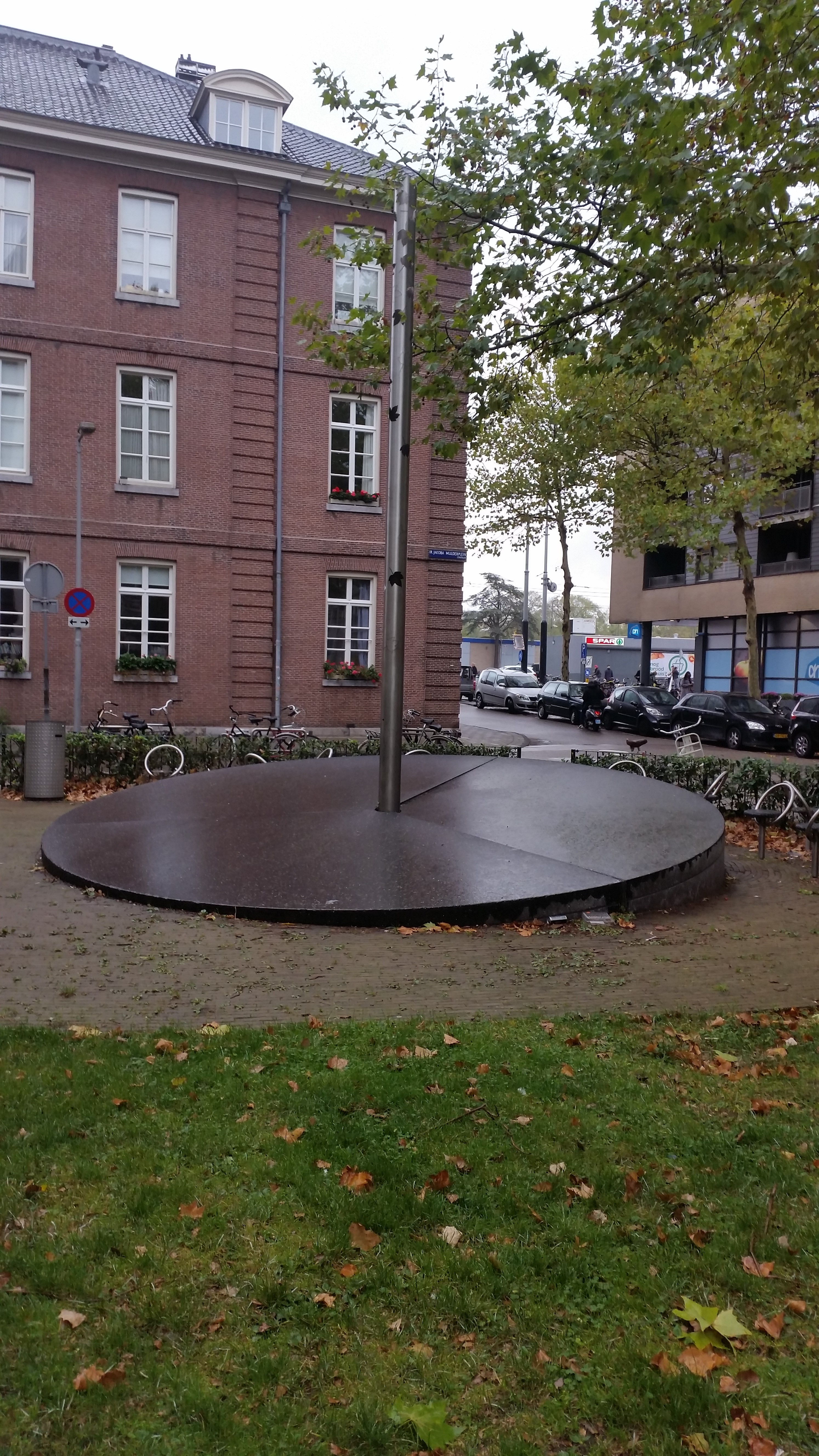
Mémorial de la place Jakoba Mulder.

Le mémorial de la place Jakoba Mulder est une œuvre d'art située au centre d'Amsterdam. La statue a été créée en 1997 par Gijs Bakker et est composée d'acier et de granit.

## Distinctions
- Chevalier de l'ordre du Lion néerlandais, le 30 janvier 2018[8].

## Publications
- Droog (avec Renny Ramakers), éd. Pyramyd, 2008  (ISBN 978-2-35017-125-8).